# みぞれ鍋
みぞれ鍋（みぞれなべ）は、鍋料理の一種。
大量の大根おろしを用い、火が通って半透明になった姿がみぞれに似ていることからそのように呼ばれる。雪鍋、雪見鍋、あわ雪鍋とも。

## 概要
通常の卸金よりは、鬼おろしと呼ばれる竹製の卸器を使って粗くおろしたほうが早く、かつ食感が良いとされる。土鍋に卸した大根を入れ、少量の塩を加えて火にかける。沸いてきたら一口大に切った豆腐を入れ、温まったところでポン酢などで食べる。大根おろしの中で豆腐を煮るとなぜかスが入らないという（同じ理由で湯豆腐に刻んだ大根を入れるとよい、と作家の池波正太郎は記している）。
また他の種類の鍋、例えば寄せ鍋などの最後に大根おろしを加えて食べるものをみぞれ鍋と呼ぶ場合もある。栄養的にはこちらの方がビタミンの破壊が少なくてすむ。
なお、卸した大根はそのまま火にかけると「たくあん」のような匂いが部屋中に充満する場合があるため、いったん絞ってから水にさらし、大根に含まれる硫黄成分を抜いてから使ったほうがよい。
大根は消化を助ける酵素を含むため、飲み過ぎなどで胃腸が弱り目のときにもおいしく食べることができる。